# Ampolla del dotto deferente

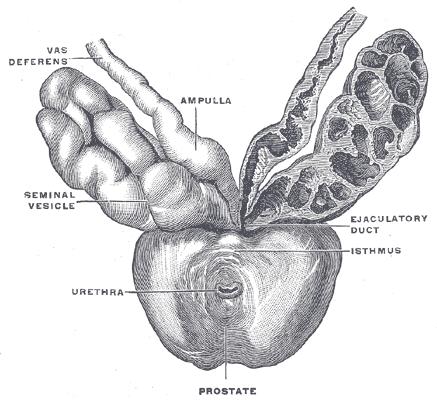
Prostata con vescichette seminali e dotti, vista davanti e dall'alto.

L'ampolla del dotto deferente è il tratto terminale dilatato del dotto deferente a livello del fondo della vescica che funge da serbatoio per lo sperma. Questa struttura mammellonata è presente in alcune specie di mammiferi e squamati ed è talvolta di forma tortuosa.
La sua parete, come quella di tutto il dotto, è piuttosto spessa.
La tonaca mucosa, di colore giallastro, si presenta sollevata in pieghe longitudinali che scompaiono alla distensione del condotto. Queste pieghe a livello dell'ampolla risultano irregolari e permanenti, sono inoltre variamente anastomizzate tra loro e formano cripte. L'epitelio di tipo cilindrico nell'ampolla non presenta le stereociglia del tratto precedente. La tonaca propria è ricca di fibre elastiche.
La tonaca muscolare è composta da tre strati: longitudinale esterno, circolare intermedio e un altro strato longitudinale più internamente.
La tonaca avventizia è costituita da connettivo denso.